# Коробчаста черепаха
Коробчаста черепаха (Terrapene) — рід черепах родини Прісноводні черепахи підряду Прихованошийні черепахи. Має 4 види.

## Опис
Загальна довжина представників цього роду коливається від 14 до 21,6. Голова середнього розміру. Карапакс куполоподібний, може бути подовженим. Пластран витягнутий, наділений шарнірною зв'язкою. Це дозволяє цим черепахам при втягуванні голова й хвоста зачинятися за ними спеціальними пластинками на кшталт коробка. Звідси походить назва цих черепах. Задні лапи мають 3—4 пальці.
Забарвлення голови оливкове, жовтувате, світло—коричневе, може бути з яскравими плямами. Карапакс коричневий або оливковий зі світлим візерунком. Пластрон жовтуватий, бежевий.

## Спосіб життя
Полюбляють лісисту, трав'янисту, гірську місцини, савани, чагарники, місця поблизу водойм з рясною рослинністю. Харчується рибою, молюсками, безхребетними, мишоподібними, земноводними.
Самиця відкладає від 2 до 7 яєць. Інкубаційний період триває від 50 до 125 діб.

## Розповсюдження
Мешкають у США та Мексиці.

## Види
- Terrapene carolina
- Terrapene coahuila
- Terrapene nelsoni
- Terrapene ornata